# Каасапа (департамент)
Каасапа (исп. Caazapá) — департамент в Парагвае, занимает территорию в 9 496 км². Население — 139 517 чел. (2002), административный центр — город Каасапа.

## География
Большая часть департамента представлена холмистой местностью, покрытую лесами. Здесь расположен национальный парк Каагуасу (16 га) и заповедник Голондрина (24 га).

## Административное деление
В административном отношении делится на 11 округов:
| №  | Округа                                              | Население, чел. (2002) | Площадь, км² |
| -- | --------------------------------------------------- | ---------------------- | ------------ |
| 1  | Абаи (Abaí)                                         | 26 175                 | 2018         |
| 2  | Буэна-Виста (Buena Vista)                           | 5340                   | 133          |
| 3  | Каасапа (Caazapá)                                   | 22 372                 | 804          |
| 4  | Доктор-Моисес-Бертони (Doctor Moisés Bertoni)       | 4616                   | 691          |
| 5  | Фульхенсио-Йехрос (Fulgencio Yegros)                | 5958                   | 946          |
| 6  | Хенераль-Игинио-Мориниго (General Higinio Morínigo) | 5499                   | 240          |
| 7  | Масьель (Maciel)                                    | 3957                   | 404          |
| 8  | Сан-Хуан-Непомусено (San Juan Nepomuceno)           | 24 243                 | 999          |
| 9  | Таваи (Tavaí)                                       | 13 354                 | 1314         |
| 10 | Юти (Yuty)                                          | 28 003                 | 1833         |
| 11 | Трес-де-Майо (3 de Mayo)                            |                        |              |

## Экономика
Основные культуры, возделываемые в регионе: хлопок, соя, сахарный тростник, кукуруза и маниок. Крупных предприятий на территории Каасапа нет, а те, что имеются, занимаются переработкой c/х продукции.